# Maerua baillonii
Maerua baillonii är en kaprisväxtart som beskrevs av Hadj-moust. Maerua baillonii ingår i släktet Maerua och familjen kaprisväxter. Inga underarter finns listade i Catalogue of Life.